# St. Methodius Peak
Der St. Methodius Peak (bulgarisch Връх Свети Методий Wrach Sweti Metodij) ist ein 1180 m hoher Berg auf der Livingston-Insel im Archipel der Südlichen Shetlandinseln. Im Friesland Ridge der Tangra Mountains ragt er 5,87 km südsüdwestlich des Mount Friesland, 2 km südwestlich des St. Cyril Peak, 5 km westnordwestlich des Samuel Point und 6,6 km nordöstlich des Barnard Point auf.
Bulgarische Wissenschaftler nahmen von 1995 bis 1996 Vermessungen vor. Die bulgarische Kommission für Antarktische Geographische Namen benannte ihn 2002 nach Method von Saloniki (≈815–885).